# 31.ª cúpula da Liga Árabe
A 31.ª cúpula da Liga Árabe (oficialmente denominada 31ª Sessão Ordinária do Conselho da Liga dos Estados Árabes) foi realizada em Argel, Argélia de 1 a 2 de novembro de 2022, sendo esta a quarta edição da cimeira sediada pela cidade.
A cimeira contou com a participação de todos os Estados-membros da Liga Árabe, com exceção da Síria que enfrenta um processo de suspensão desde a eclosão da Guerra Civil Síria em 2011. O evento, que seria realizado em 2020 e 2021, foi adiado diversas vezes antes da confirmação de sua realização em novembro de 2022 devido à pandemia de COVID-19. Entretanto, a nova data escolhida para sua realização coincide propositalmente com a data da Revolução Argelina. A cúpula também foi a primeira reunião multilateral desde a normalização de relações de vários países com Israel, causando uma divergência entre as nações árabes, que foram unânimes sobre o estipulado na "Iniciativa Beirute 2002".
O Rei da Arábia Saudita, o Emir do Kuwait, o Rei do Barém, o Presidente do Líbano e o Sultão de Omã não compareceram à cúpula.

## Líderes participantes

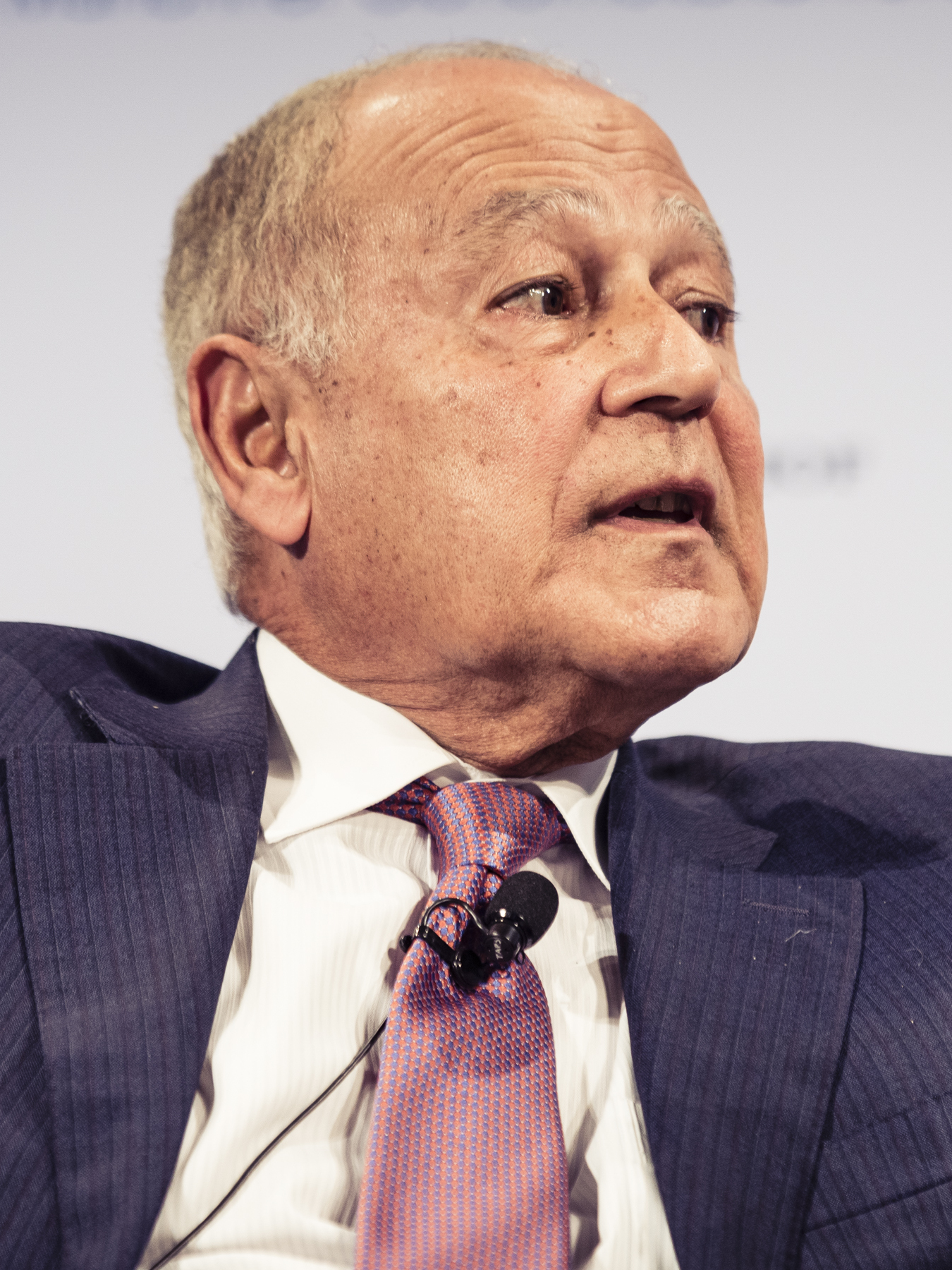
Liga Árabe Ahmed Aboul Gheit, Secretário-geral
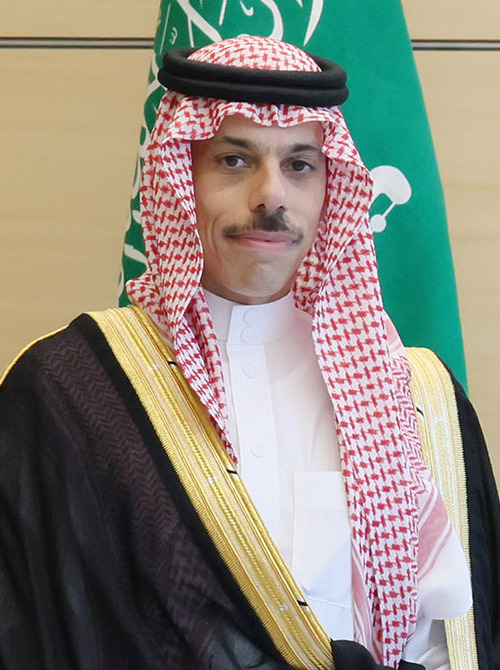
Arábia Saudita Faisal bin Farhan, Ministro do Exterior
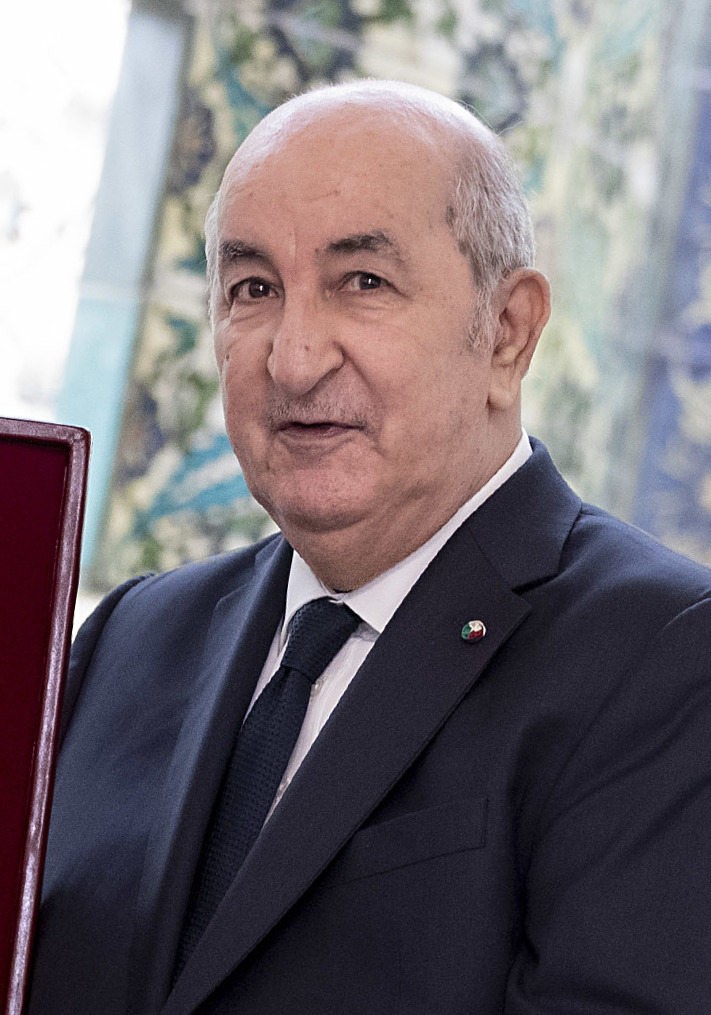
Argélia Abdelmadjid Tebboune, Presidente
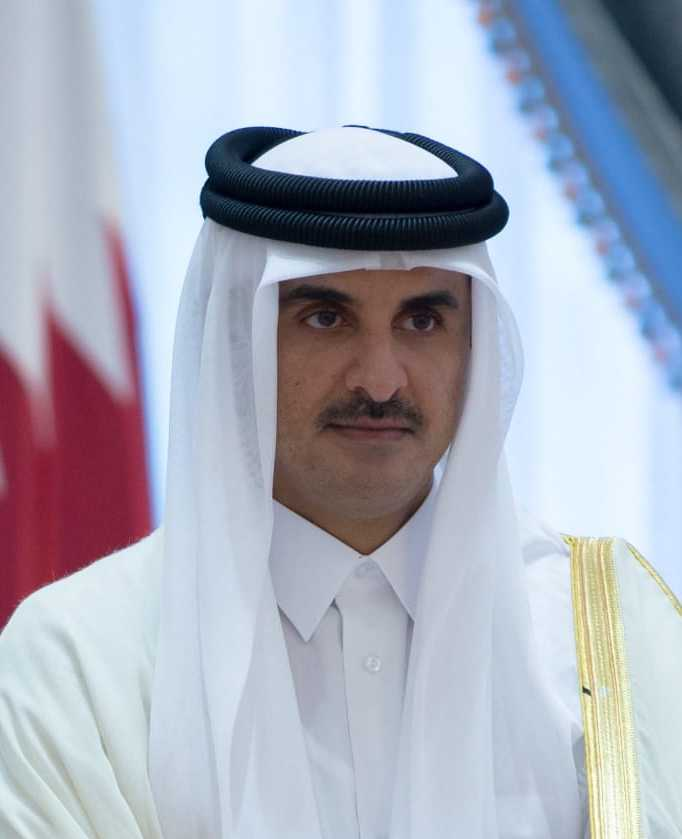
Catar Tamim bin Hamad, Emir
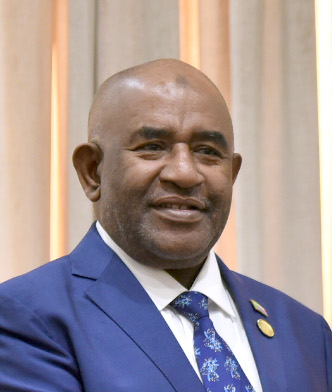
Comores Azali Assoumani, Presidente
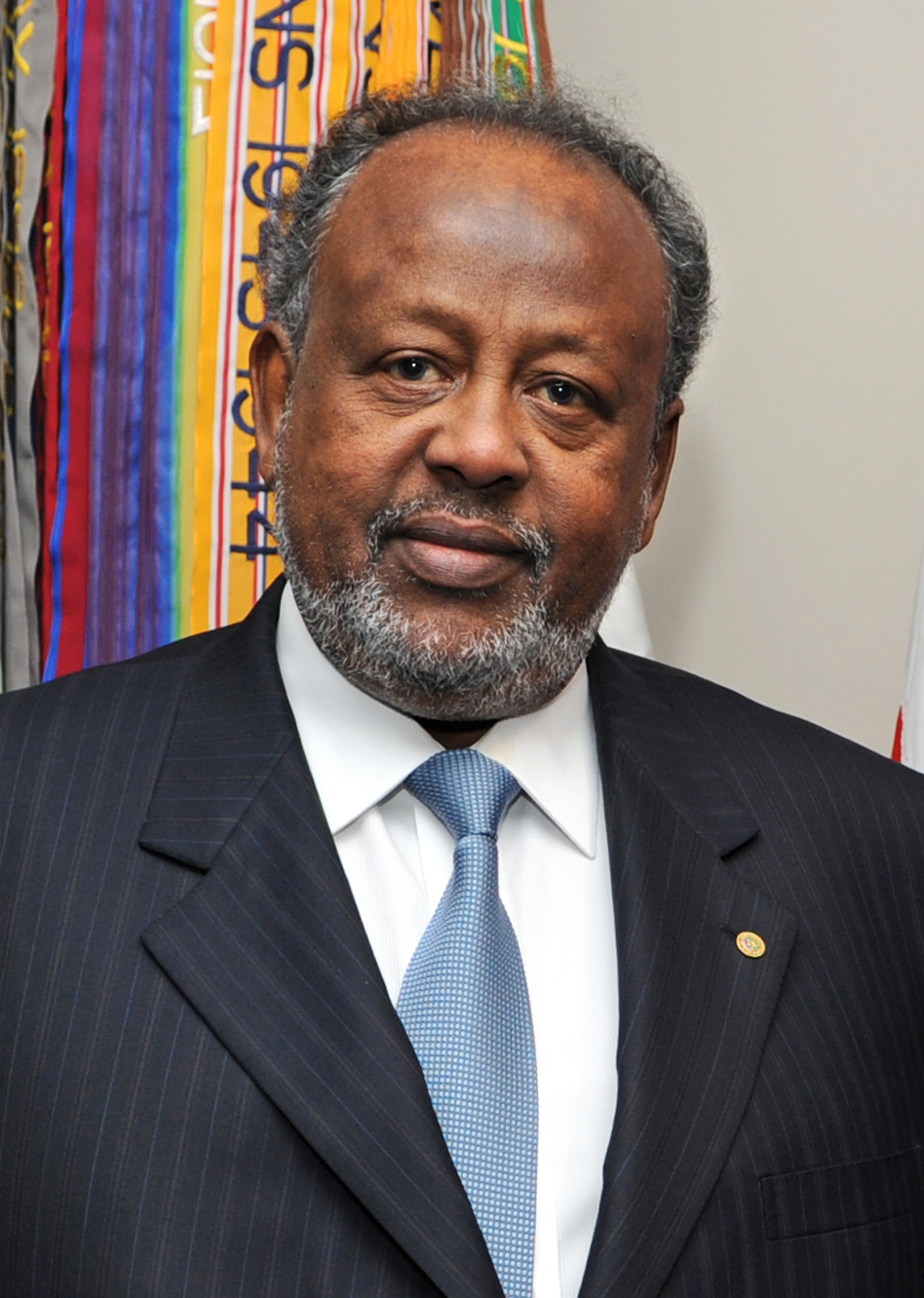
Djibuti Ismaïl Omar Guelleh, Presidente
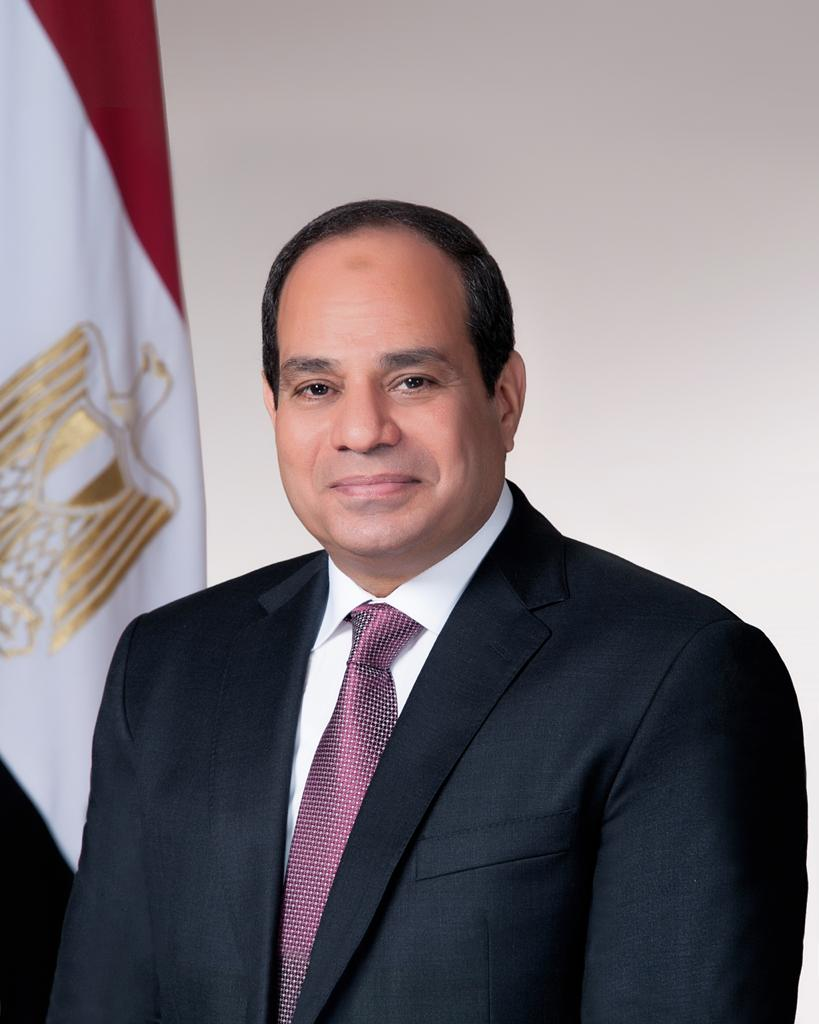
Egito Abdul Fatah Al-Sisi, Presidente
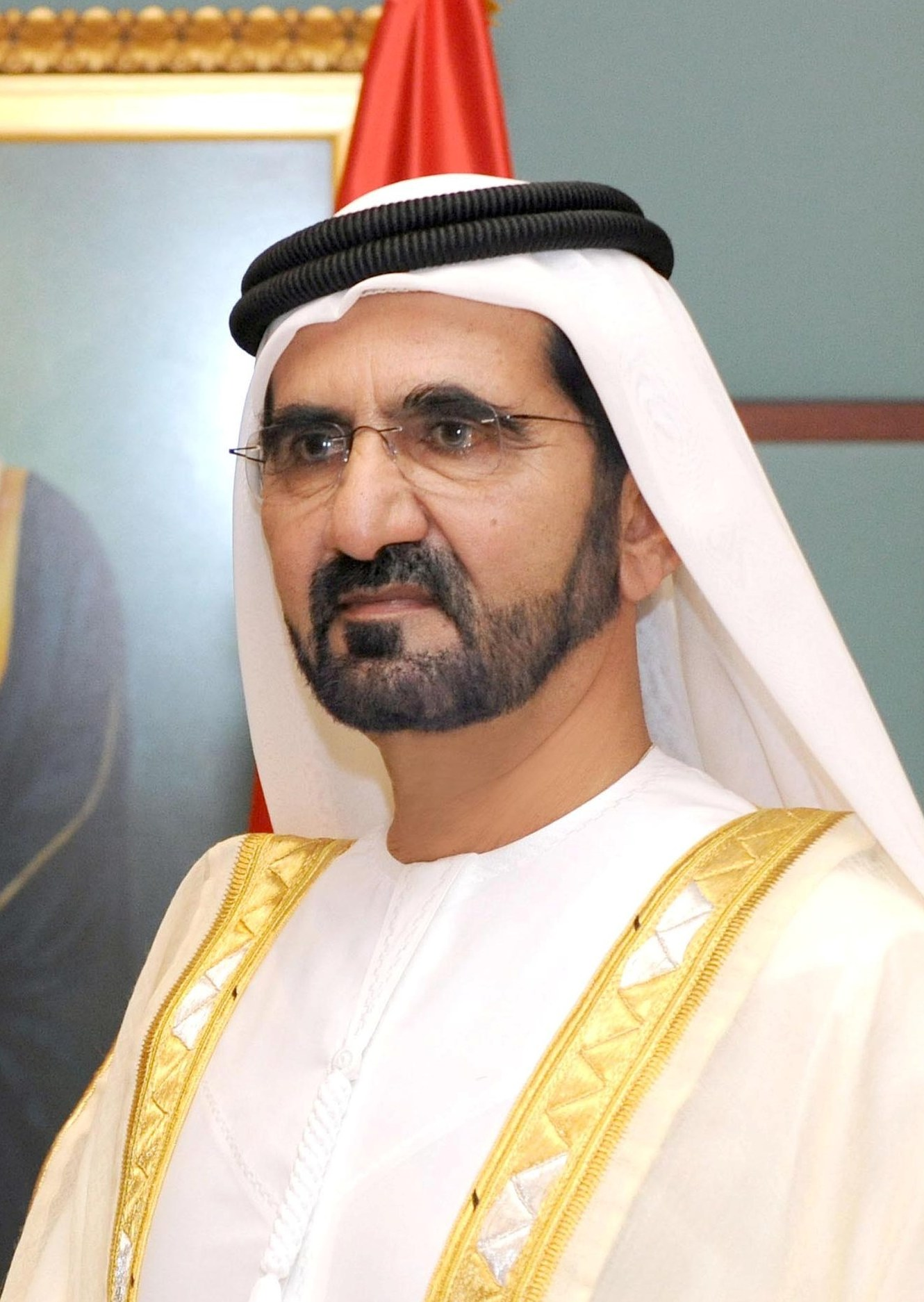
Emirados Árabes Unidos Mohammed bin Rashid, Primeiro-ministro
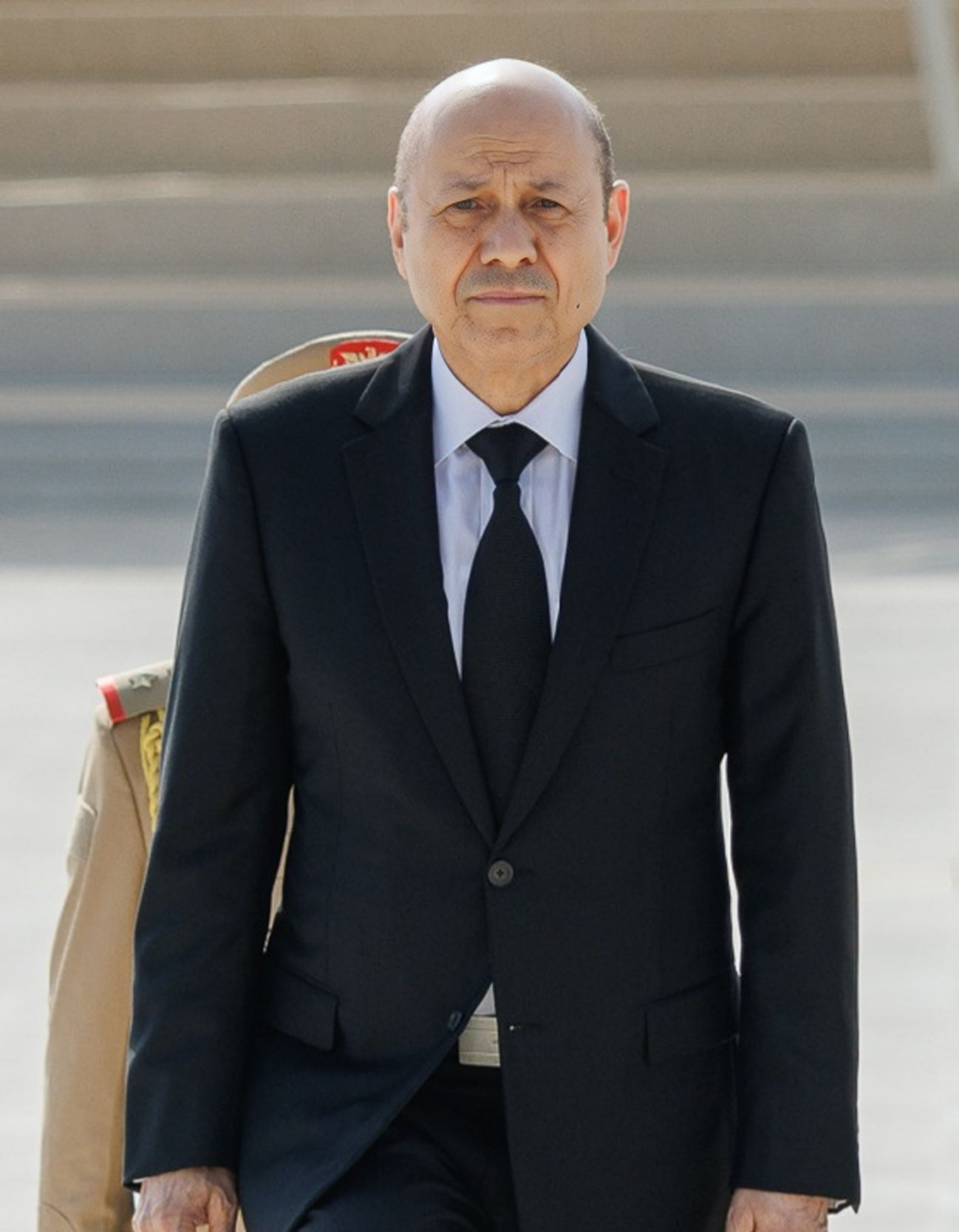
Iêmen Rashad al-Alimi, Presidente
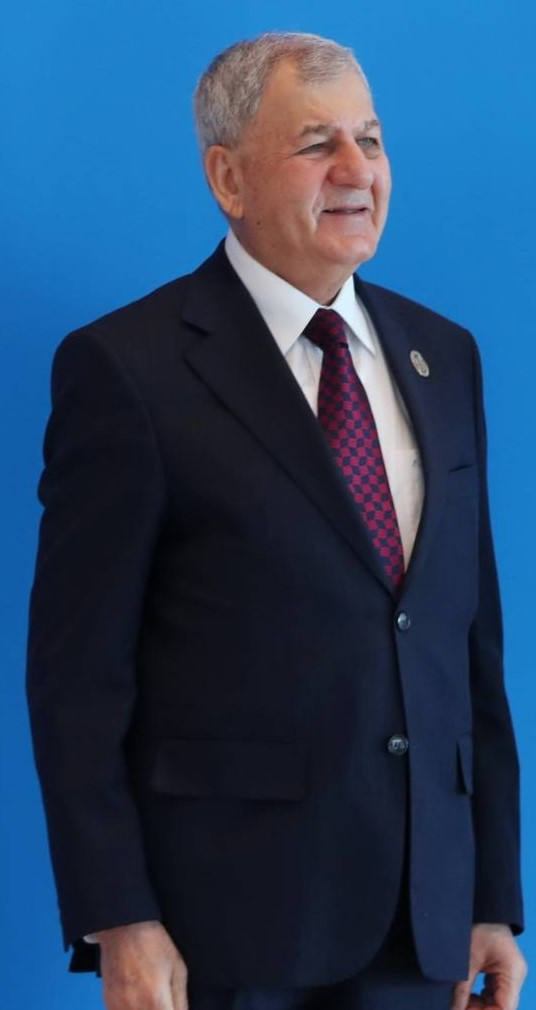
Iraque Abdul Latif Rashid, Presidente
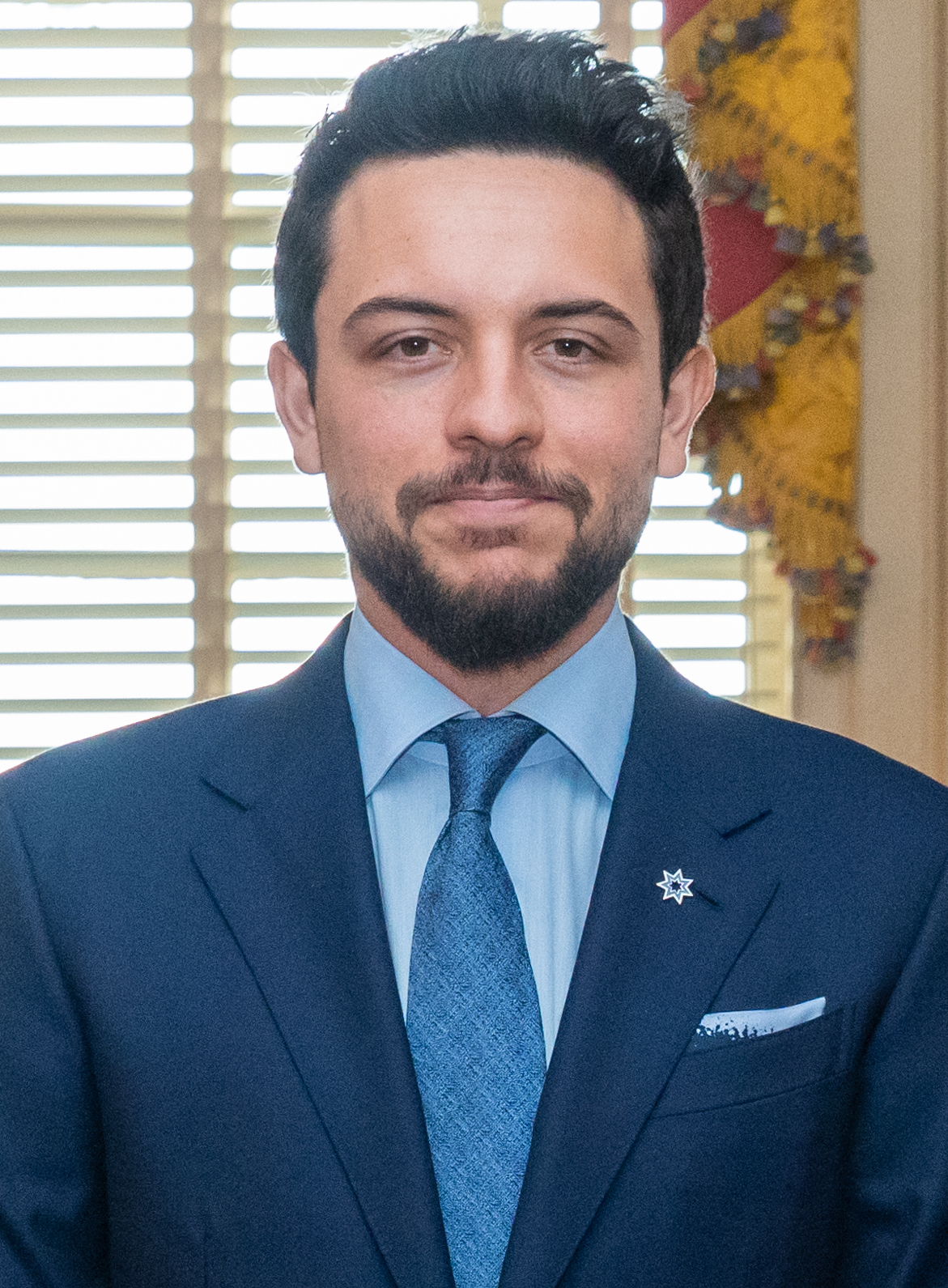
Jordânia Hussein bin Abdullah, Príncipe Herdeiro
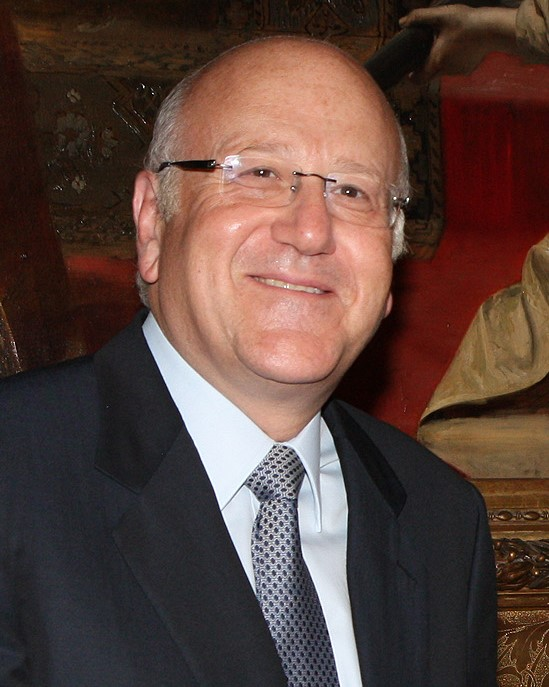
Líbano Najib Mikati, Primeiro-ministro
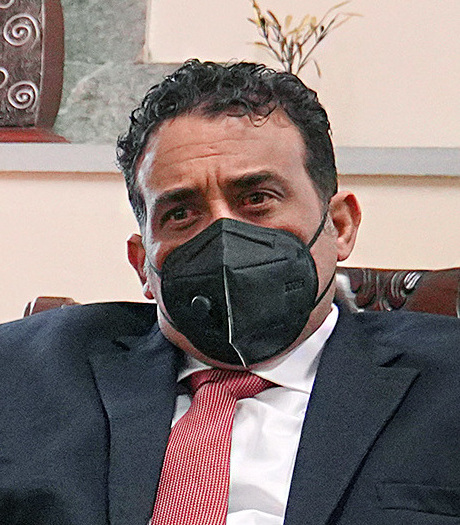
Líbia Mohamed al-Menfi, Presidente
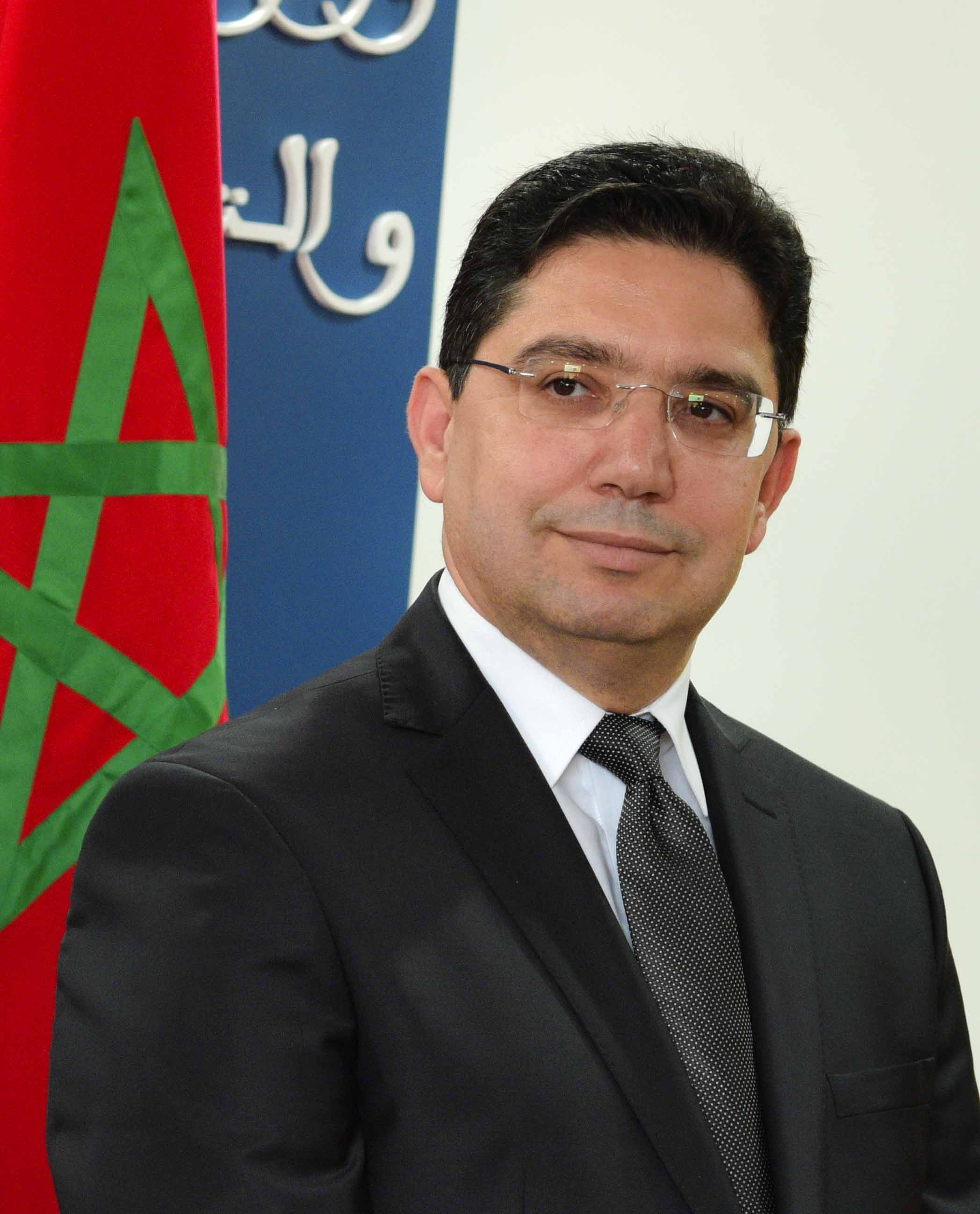
Marrocos Nasser Bourita, Ministro do Exterior
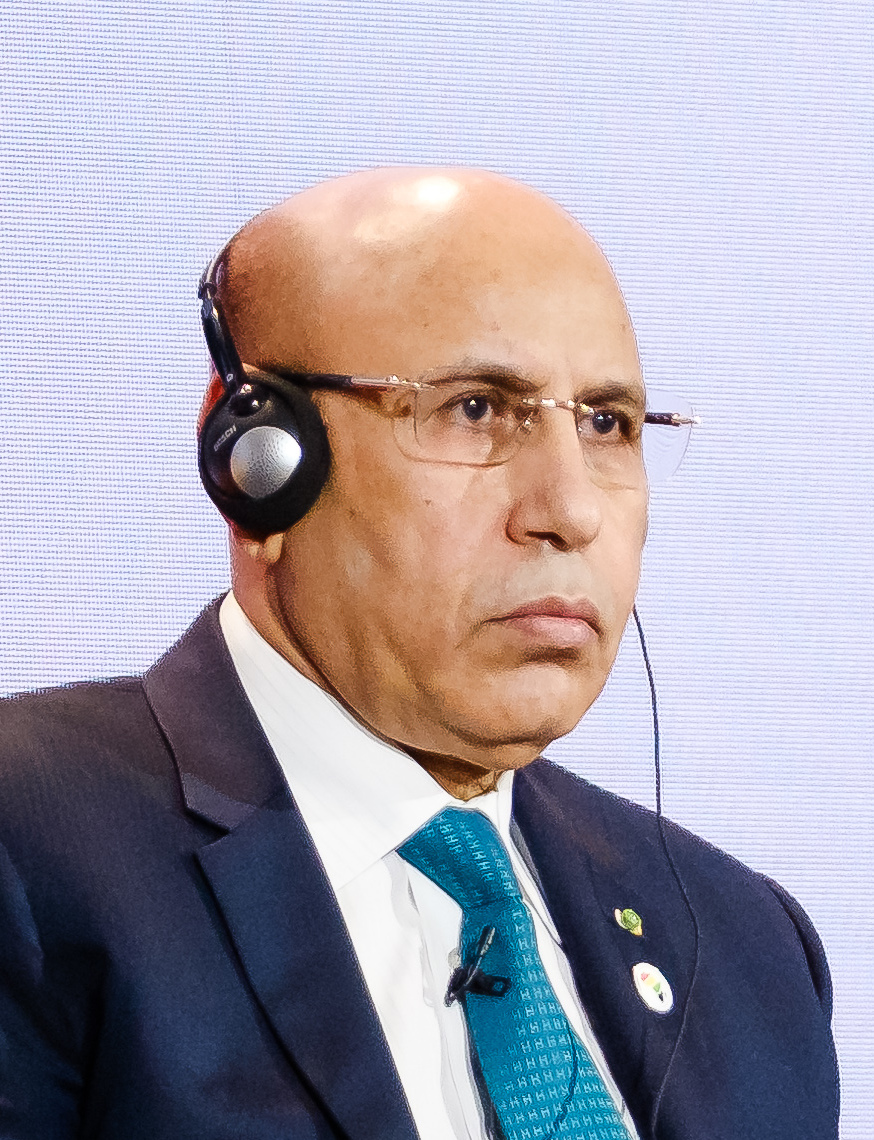
Mauritânia Mohamed Ould Ghazouani, Presidente
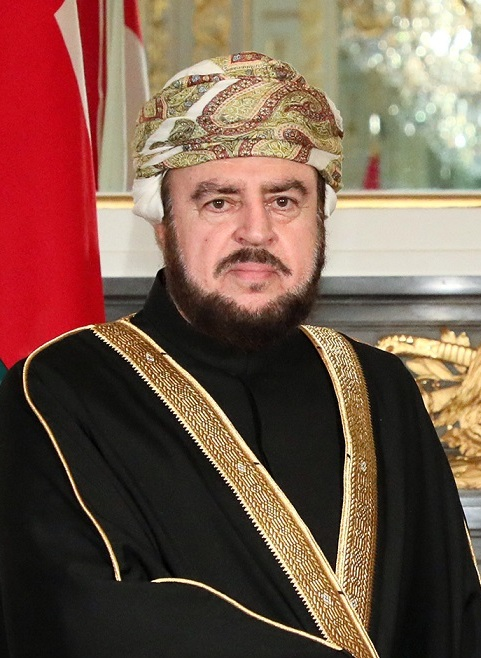
Omã Asa'ad bin Tariq, Vice-primeiro-ministro
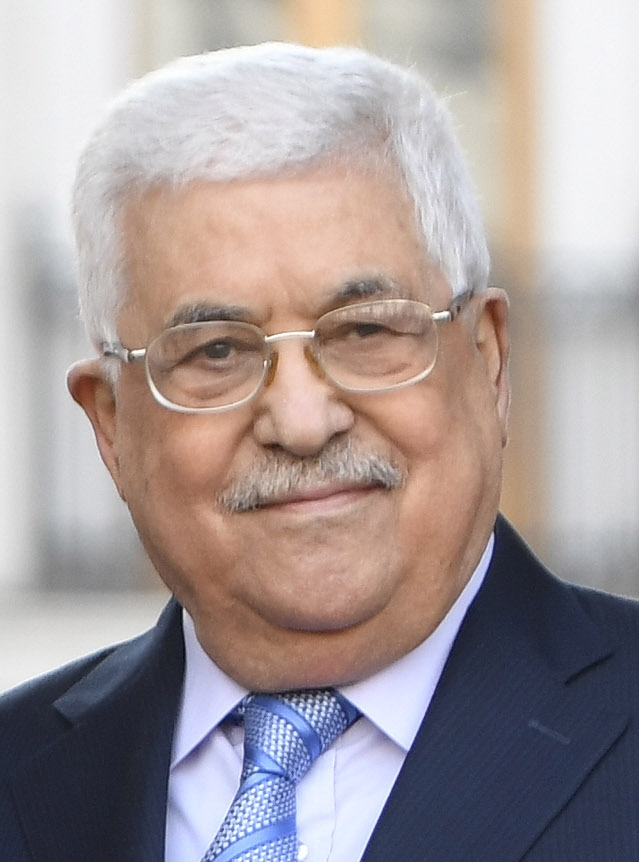
Palestina Mahmoud Abbas, Presidente
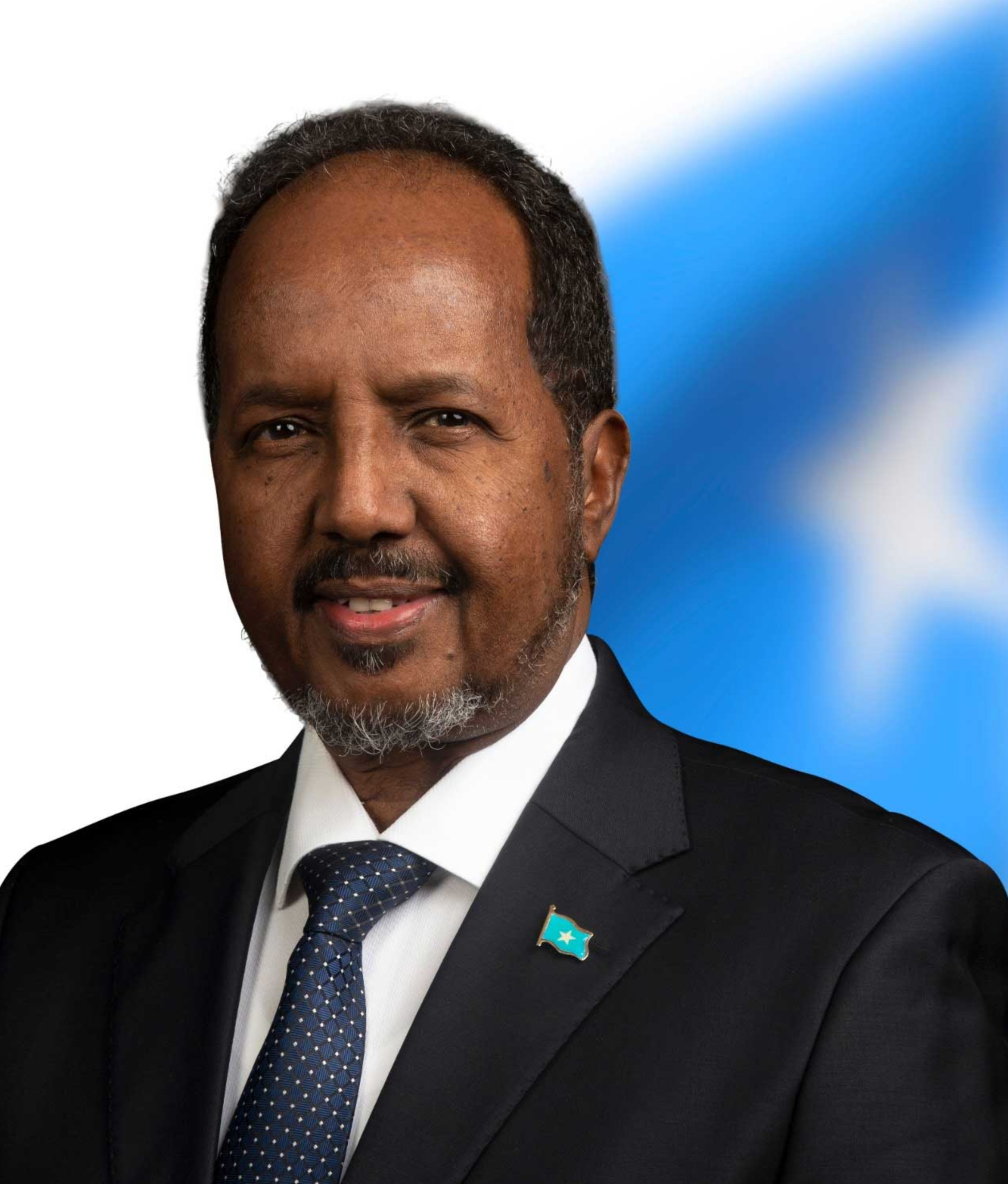
Somália Hassan Mohamud, Presidente
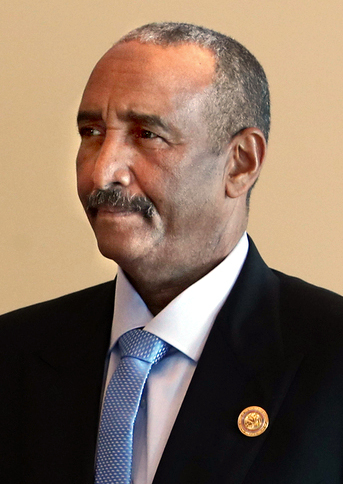
Sudão Abdel Fattah al-Burhan, Presidente
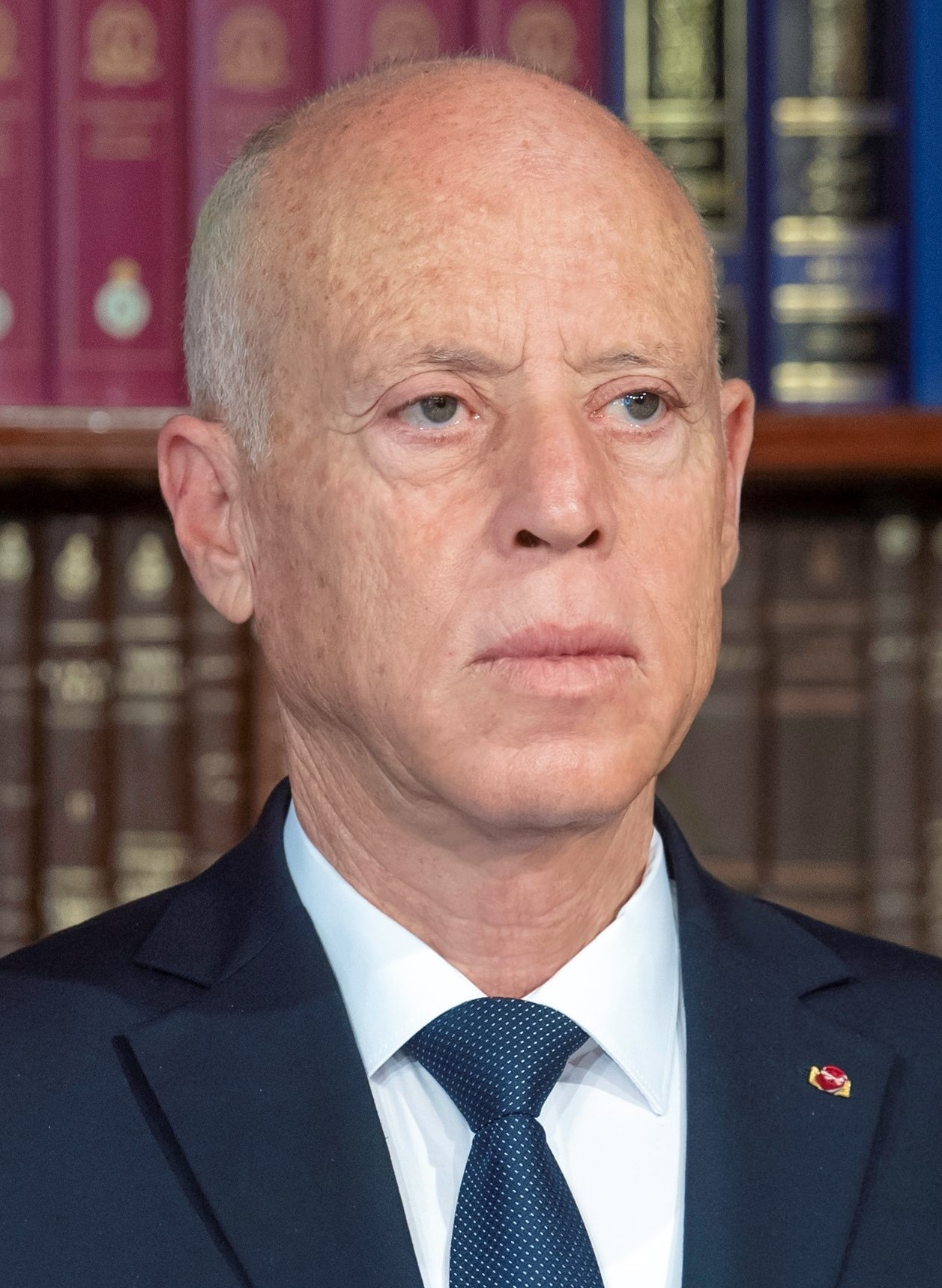
Tunísia Kais Saied, Presidente

### Convidados

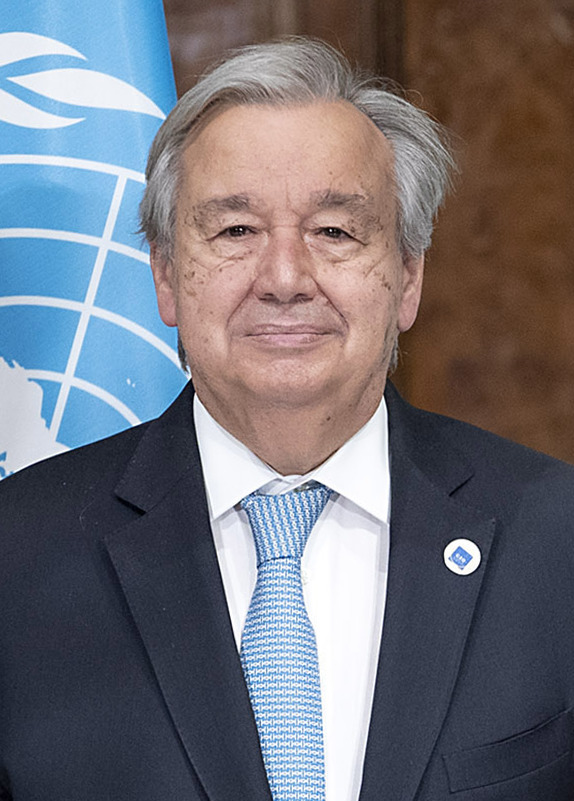
Nações Unidas António Guterres, Secretário-geral
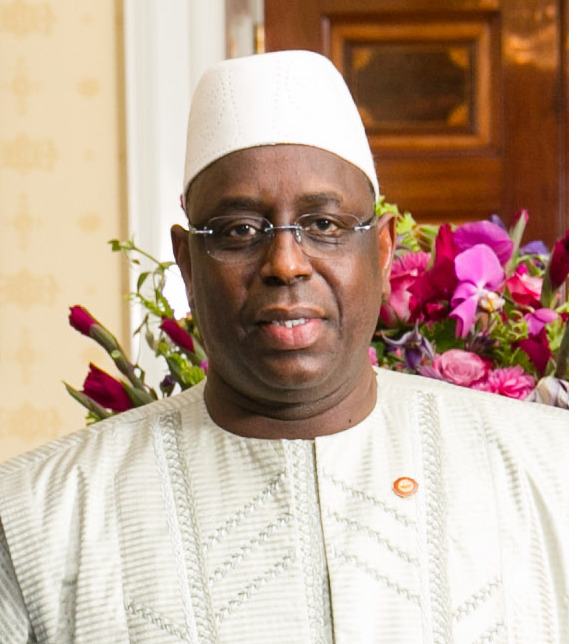
União Africana Macky Sall, Presidente
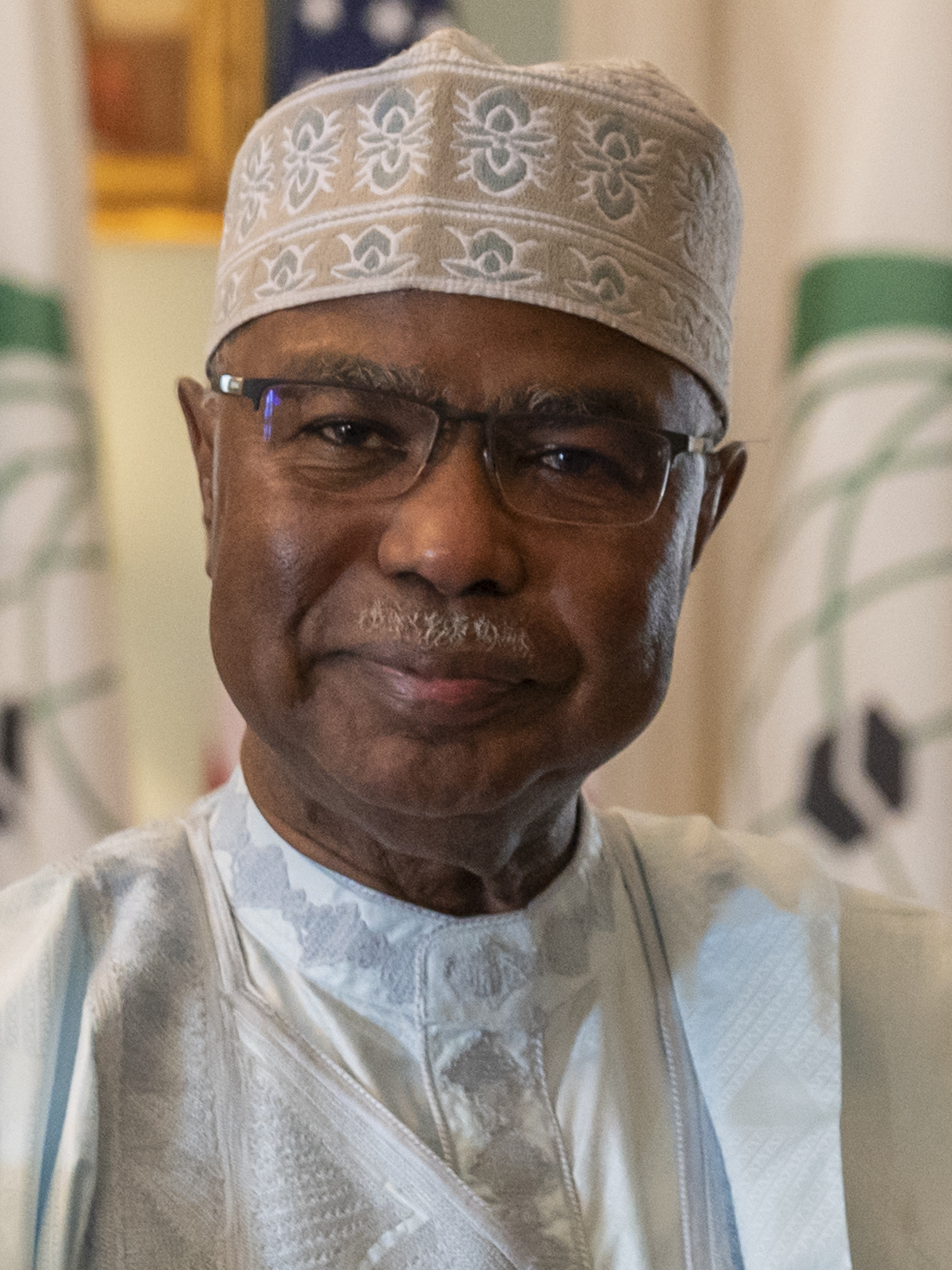
Organização para a Cooperação Islâmica Hissein Brahim Taha, Secretário-geral
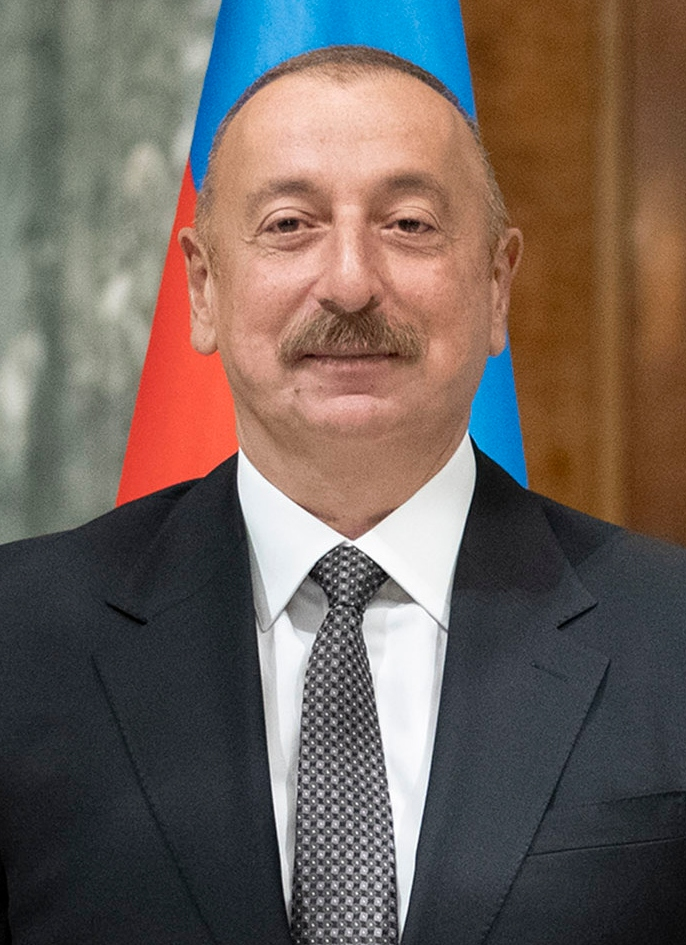
Movimento Não Alinhado Ilham Aliyev, Secretário-geral